# Chương trình Thăm dò Sao Hỏa

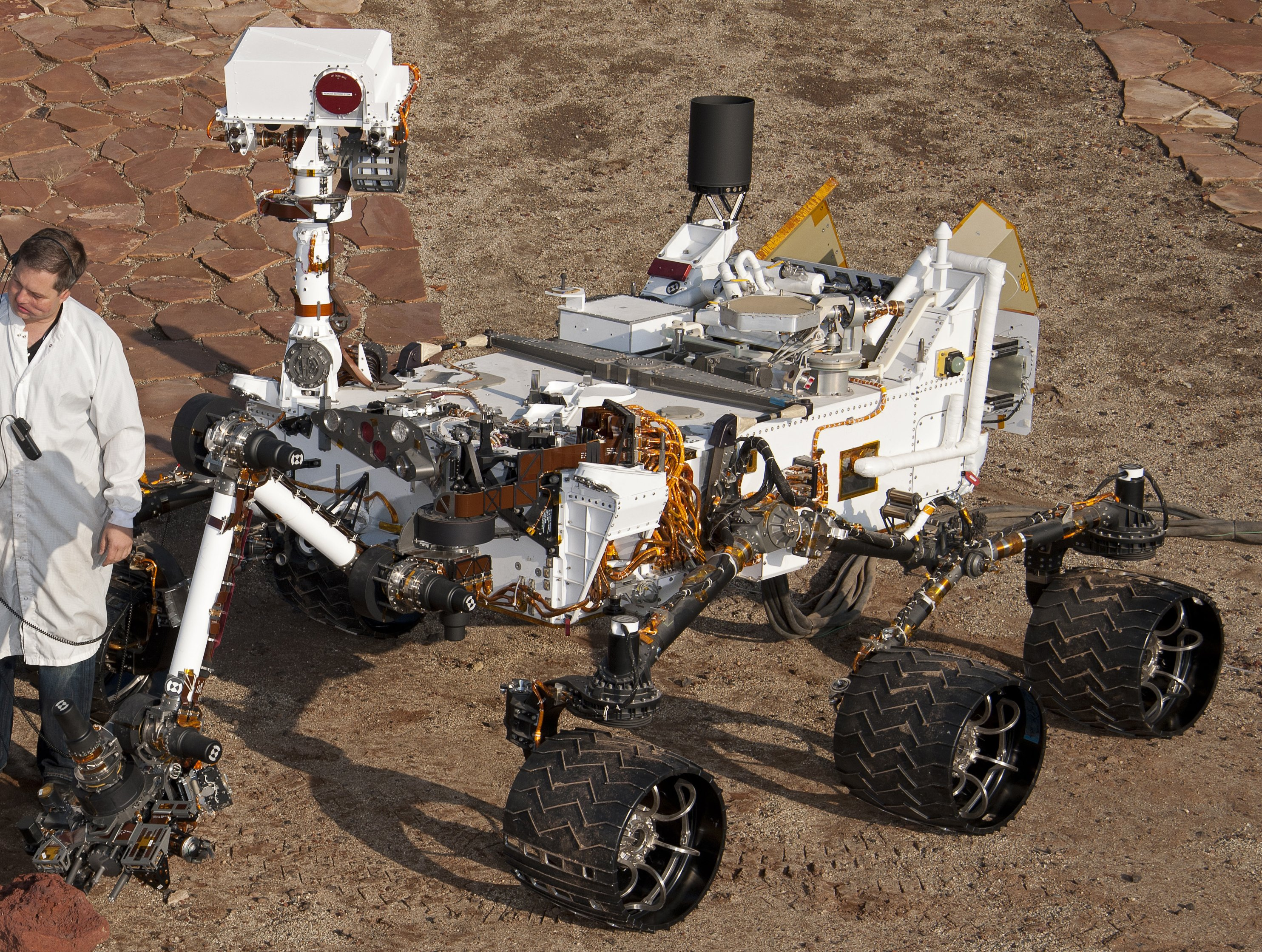
Mẫu kích cỡ giống thật của robot tự hành Curiosity

Chương trình thăm dò sao Hỏa  (Mars Exploration Program - MEP) là một nỗ lực lâu dài để khám phá sao Hỏa được cơ quan không gian Hoa Kỳ National Aeronautics and Space Administration (NASA) tài trợ và lãnh đạo. Hình thành vào năm 1993, MEP đã sử dụng tàu vũ trụ quỹ đạo, tàu hạ cánh và rô bốt tự hành trên sao Hỏa để khám phá những khả năng của cuộc sống trên sao Hỏa cũng như  khí hậu và tài nguyên của hành tinh này. Chương trình được Science Mission Directorate của NASA quản lý với  Doug McCuistion của Ban Khoa học hành tinh. Trong năm tài chính 2013, với việc cắt giảm 40% ngân sách cho NASA, Mars Program Planning Group (MPPG) đã được thành lập để giúp sắp xếp lại MEP, kết hợp các nhà lãnh đạo của công nghệ, khoa học, con người hoạt động, và nhiệm vụ khoa học vào một mối.

## Bối cảnh

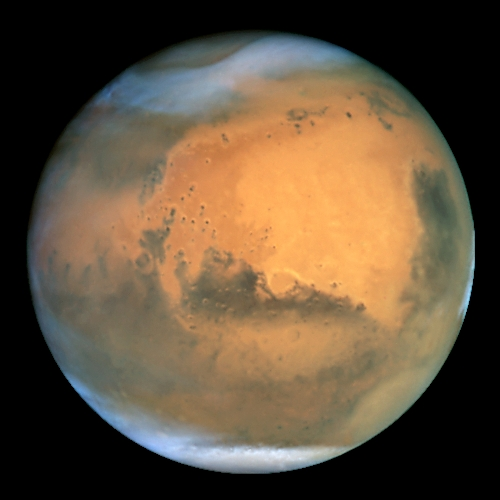
Hình ảnh sao Hỏa được Kính viễn vọng không gian Hubble ghi lại

Mặc dù sao Hỏa đã được những người Babylon, Ai Cập, Hy Lạp, và nhiều nền văn minh cổ đại khác quan sát từ rất lâu, chỉ đến thế kỷ 17, khi con người phát minh ra kính viễn vọng thì sao Hỏa mới được nghiên cứu kỹ càng. Lần đầu tiên con người gửi một tàu thăm dò tới bề mặt sao Hỏa, có biệt danh là "Marsnik 1", là của Liên Xô trong năm 1960. Con tàu đã không lên được tới quỹ đạo Trái Đất, và điệp vụ thất bại. Việc không hoàn thành mục tiêu nhiệm vụ đã trở nên phổ biến trong các nhiệm vụ được thiết kế để khám phá sao Hỏa; khoảng hai phần ba trong số tất cả các tàu vũ trụ dành cho sao Hỏa đã thất bại trước khi bất kỳ quan sát nào có thể được thực hiện.
Bản thân Chương trình thăm dò sao Hỏa cũng chỉ được thành lập chính thức sau khi nhiệm vụ Mars Observer thất bại vào tháng 9 năm 1992, vốn là điệp vụ sao Hỏa đầu tiên của NASA sau các dự án Viking 1 và Viking 2 projects trong năm 1975. Tàu vũ trụ này dựa trên một vệ tinh truyền thông đã sửa đổi trên quỹ đạo Trái Đất (tức là vệ tinh Astra 1A của SES), mang một loạt các thiết bị được thiết kế để nghiên cứu địa chất, địa vật lý và khí hậu của sao Hỏa từ quỹ đạo. Dự án kết thúc vào tháng 8 năm 1993 khi tàu mất thông tin liên lạc ba ngày trước khi tàu vũ trụ được lên kế hoạch để bay vào quỹ đạo.

## Mục đích/chiến lược
Theo NASA, có bốn mục tiêu lớn của MEP, tất cả đều liên quan đến việc hiểu rõ tiềm năng của sự sống trên sao Hỏa.

## Các kế hoạch cho tương lai
Do ngân sách bị thu nhỏ hơn cho MEP, NASA đã buộc phải hủy bỏ dự án Mars Science Orbiter, được lên kế hoạch cho năm 2016 mà nếu được thực hiện thì đã có thể nghiên cứu khí hậu của hành tinh này. NASA không có bất kỳ nhiệm vụ nào cho tương lai của MEP, chỉ có một kế hoạch vẫn đang được phát triển trong vài thập kỷ tới.